# Belga Esperantisto
 (janvier 2023).
Belga Esperantisto (« Espérantiste belge » en français) est un périodique de la Belga Ligo Esperantista (eo), la ligue belge d’espéranto. Elle est fondée en 1908 par Léon Champy (eo), Van Laere, Amatus Van der Biest-Andelhof (eo), Oscar Van Schoor (eo) et Frans Schoofs (eo).